# Agglegény
Az agglegény vagy vénlegény olyan idősebb férfi, aki még nem házasodott meg. Azoknak a férfiaknak a családi állapotát, akik korábban már voltak házasok, az „elvált” vagy „özvegy” szóval jelölik (kivéve, ha a házasságkötés nem volt jogszerű, amely esetben jogi értelemben véve nem állt fenn házasság).
Az agglegény szót olyan emberekre használják, akik nem kerestek és nem is keresnek éppen házastársat. Például azokat a férfiakat, akik a partnerükkel – legyen az férfi, vagy nő – élettársi kapcsolatban élnek, általában véve nem tartják számon agglegényként. 
Az agglegény terminológián jelenleg olyan heteroszexuális embereket értünk, akik nem érdeklődnek a házasság – vagy a partnerrel való együttélés – iránt, ami a homoszexuálisokat vagy a biszexuálisokat illeti.
Az agglegény női megfelelője a gúnyos jellegű vénlány vagy vénkisasszony.